# Hradiště (kraj karlowarski)
Hradiště – miejscowość (vojenský újezd) w Czechach, w kraju karlowarskim, w powiecie Karlowe Wary. W 2022 roku pozostawała niezamieszkana.